# Margos van Keryneia
Margos van Keryneia was de eerste die als strategos zonder collega-strategos (wel met een hypostrategos ("onderstrateeg"), als adjudant) over de Achaeïsche Bond de leiding voerde in de periode 256–255 v.Chr. Hij zou de monarch van Bura laten doden, waarop de tiran Iseas van Keryneia - Margos' moederstad - abdiceerde in de hoop gespaard te blijven. Toen de Illyriërs quinqueremen van de Achaeïsche Bond aanvielen, brachten ze de quinquereem waarop Margos van Keryneia zich bevond tot zinken. Tot zijn dood had hij de Achaeërs trouw gediend.

## Antieke bron
- Polybius, II 10.5, 41.14, 43.2-3.